# زيرنوغراد
زيرنوغراد (بالروسية: Зерноград) هي إحدى مدن روسيا في الكيان الفدرالي الروسي روستوف أوبلاست.

## أعلام
- الكسندر مارنيش